# Formica lasioides
Formica lasioides é uma espécie de formiga do gênero Formica, pertencente à subfamília Formicinae.